# Breakdown (videogioco)
Breakdown (titolo del progetto: "Project breakdown") è un gioco in prima persona pubblicato dalla Namco nel 2004 per la console di casa Microsoft Xbox. Il gioco combina elementi di uno sparatutto a quelli di un classico picchiaduro a scorrimento. La visuale è in prima persona e accompagna il giocatore per tutto il tempo, anche nei vari filmati che sono realizzati in tempo reale.

## Personaggi principali
Derrick ColeIl protagonista del gioco. È un marine che si risveglia in un laboratorio di ricerca senza più memoria. Qui dopo un breve tutorial, verrà attacco da suoi commilitoni incaricati di uccidere tutti coloro che si trovavano nel laboratorio. fortunatamente verrà salvato dal Alex, con la quale si farà strada nel centro di ricerca, per scoprire la verità sugli esperimenti che si tenevano lì e sugli strani poteri che il protagonista possiede e le inquietanti visioni che lo accompagnano.
Alex HendricksonUna donna misteriosa che accompagna Derrick in alcuni momenti della storia. Sembra che sia a conoscenza di tutti i segreti del complesso e dei nemici che stanno affrontando. A parte Derrick, è l'unica persona che sia in grado di affrontare i t'lan in combattimento, grazie anche al suo pugnale da combattimento. È dotata di ottime capacità fisiche, e ha una buona abilità con la pistola.
Glen OgawaÈ il dottore giapponese che sta dietro al progetto Alpha. Per colpa sua sono morte molte persone e per questo prova un grande senso di colpa. Ha studiato a lungo i t'lan ed è l'unica persona che sa come riuscire a fermarli. La sua figura nel gioco ha un ruolo centrale.
Stefania WojinskiÈ una dottoressa polacca specialista nei meccanismi della memoria umana. Nonostante il suo progetto venne classificato come "spazzatura", e venne cancellato, non si è arresa e ha continuato le ricerche. Nel gioco incontrerà Derrick dicendogli che spera che diventi il suo primo paziente. L'apparecchio su cui stava lavorando si chiamava "Project Breakdown".
Gianni de LucaÈ un marine di origini italiane. Guida una unità specializzata in missioni top secret ad alto rischio. La sua è l'unica squadra che abbia un equipaggiamento in grado di ferire i T'lan. Il suo obiettivo è di contenere la minaccia T'lan, per questo motivo quando incontra Derrick non lo attacca.
Si rivelerà un ottimo alleato.
SolusÈ il nemico principale del gioco. Derrick lo incontrerà diverse volte, molte delle quali sarà costretto a scappare data la superiorità di questo essere. Lui si definisce un "Avatar" e il suo modo di parlare sembra quello di un robot. Sebbene sia solo una pedina, imparerà ad agire secondo i propri interessi. Su questo personaggio enigmatico ci sono alcune discussioni su quale sia il suo vero ruolo all'interno del gioco.
NexusL'oscura figura che si cela dietro tutto il mistero.

## Trama
La storia ha inizio con il protagonista che in stato di semi incoscienza ascolta delle voci che ne diagnosticano la perdita totale della memoria. Si risveglierà quindi in quella che sembra una camera di ospedale, dalla quale ti faranno spostare in alcune sale dove alcuni dottori verificheranno le capacità psicofisiche e di combattimento di Derrick. Tornato da questi test, il nostro eroe verrà avvelenato con del sonnifero tramite il cibo, e in contemporanea giungeranno dei soldati spediti nel laboratorio per uccidere chiunque incontrino e in particolar modo Derrick. Per la fortuna del nostro amico arriva una giovane donna, che, dopo aver sfondato una finestra, armata di coltello, uccide i tre sicari. La ragazza sembra conoscere Derrick molto bene, ed è in possesso di informazioni segrete; il suo nome è Alex e dopo aver verificato l'amnesia di Derrick, gli dirà di raggiungere il dottore Glen Ogawa al Terminous 4. 
Dopo aver preso una pistola da uno dei cadaveri, i due si dirigono verso il poligono di tiro in cui troveranno dei soldati. Una volta uccisi, Derrick entrerà in possesso della radio. Una volta usciti dalla stanza ci sarà un terremoto durante il quale Alex dirà che nexus si è attivato. I due continueranno a spostarsi nell'edificio durante il quale verranno attaccati da un elicottero